# 羊山墓群
羊山墓群，位于山东省金乡县羊山镇。是入中华人民共和国山东省省级文物保护单位之一。
2013年，列入第四批山东省文物保护单位，该文物保护单位是一座古墓葬。